# Ivo Malec
Ivo Malec, född 30 mars 1925 i Zagreb, död 14 augusti 2019 i Paris, var en kroatisk–fransk tonsättare och dirigent. 

## Biografi
Efter studenten läste Ivo Malec konsthistoria på universitetet vid sidan av studierna i komposition och dirigering vid Musikakademin i Zagreb. 1952 utsågs han till chef för operan i Rijeka, och stannade där i ett år. Efter ett antal kortare uppehåll i Frankrike åren 1955–1959, under vilka han lärde känna nästan alla franska tonsättare, bosatte han sig definitivt i Paris 1959. Året efter knöts han till Pierre Schaeffers nystartade Groupe de recherches musicales (GRM) för utforskande av elektroakustisk musik. Längre fram blev han fransk medborgare, och hedrades med Grand Prix National de Musique, det stora nationella musikpriset 1992. Åren 1972–1990 undervisade han i komposition vid Conservatoire de Paris. Till hans elever hör Edith Canat de Chizy (född 1950), Denis Dufour (född 1953) och Philippe Leroux (född 1959).

## Verk
Som tonsättare skapade Ivo Malec över 60 verk, från debuten 1949 med en sonat för piano.
Ett tiotal verk är elektroakustiska. Mavena (1956) var det första i genren för Malecs del. Stycket komponerades till en då ännu opublicerad dikt på franska av den surrealistiske poeten och dramatikern Radovan Ivšić. 
Tidigare samma år hade Ivo Malec även gjort musiken till uruppförandet av Ivšićs pjäs Le Roi Gordogane i fransk radio. Malec återkom till dessa kompositioner mot slutet av sitt liv, när han i en artikel erinrade sig samarbetet med den likaledes emigrerade, kroatiske generationskamraten Radovan Ivšić. Han hade faktiskt tonsatt opublicerade dikter av Ivšić ännu tidigare, redan 1952, i ett sammanhängande verk kallat Radovanove pjesme "för sopran (tenor) och piano" (ny version 1957 "för röst och kammarorkester"). I artikeln beskrev Malec just denna tidiga komposition som sitt första självständiga verk.
I samma artikel medgav Malec sin djupa tacksamhet till Radovan Ivšić. Som aktiv i den franska surrealistgruppen hade Ivšić nämligen hjälpt honom i kontakten med André Breton för rätten att använda utdrag ur boken Nadja till det halvtimmeslånga stycket Oral, "för aktör och stor orkester". Detta uruppfördes senare, efter Bretons bortgång, vid biennalen i Zagreb i maj 1967.

## Monografi
- Martial Robert: Ivo Malec et son studio instrumental, med förord av Denis Dufour (Paris: L'Harmattan, 2005)

### Publikationer
- Ivo Malec: Radovanove pjesme Ingår i tidskriften Gordogan #23-26, s 100-108 (gordogan.com, 2011) (kroatiska)